# Going Down on Love
Going Down on Love är en låt av John Lennon, utgiven 1974 på albumet Walls and Bridges. Lennon hade separerat från Yoko Ono och låten handlar om hur han går igenom separationen.